# Victory Field
O Victory Field é um estádio localizado em Indianápolis, estado de Indiana, nos Estados Unidos, possui capacidade total para 12.230 pessoas, é a casa do Indianapolis Indians, time da liga menor de beisebol International League, o estádio foi inaugurado em 1997 em substituição ao Bush Stadium, o nome é em homenagem a vitória dos Estados Unidos na Segunda Guerra Mundial.